# Вопросы жизни (журнал)
«Вопросы жизни» — русский ежемесячный литературно-общественный журнал, созданный в 1905 году и являвшийся  продолжением журнала «Новый путь». Издавался в Санкт-Петербурге. 
Редакторами-издателями журнала стали Д. В. Философов и Н. О. Лосский, ближайшее участие в редакции журнала принимали С. Н. Булгаков, Н. А. Бердяев, Д. Е. Жуковский, также активно сотрудничали с журналом Вяч. Иванов, А. Блок и др. Литературным секретарём журнала стал Г. И. Чулков. 

## История
Журнал просуществовал всего лишь один год (вышло 12 номеров), но за это время сумел опубликовать ряд значительных произведений, прежде всего романы «Мелкий бес» Фёдора Сологуба и «Пруд» Алексея Ремизова, а также стихи А. Блока, В. Брюсова, Вяч. Иванова, Андрея Белого, Сологуба и многих других поэтов. В первом номере журнала была опубликована часть романа Д. С. Мережковского «Антихрист. Пётр и Алексей» (№ 1, с. 143-186) и поэма «Ворон» Эдгара По в переводе Валерия Брюсова (№ 1, с. 187-190). 